# Miss Slovenije 1971
Miss Slovenije 1971 je bilo lepotno tekmovanje, ki je potekalo 4. septembra 1971 v restavraciji Taverna v Luciji.
Organizirala sta ga Politika Bazar in Zavod za pospeševanje turizma Piran. Izbirali so najlepšo Slovenko in Makedonko izmed 24 deklet.
Voditelja sta bila Mićo Orlović iz Beograda in Kristina Remškar.

### Uvrstitve
- Zmagovalka Polona Slapšak, 20 let, študentka iz Ljubljane
- 1. spremljevalka Mira Minič, 18 let, frizerka iz Ljubljane
- 2. spremljevalka Dragica Lindič, 18 let, iz Ljubljane

Vse tri so tekmovale za miss Jugoslavije.

### Žirija
Sestavljali so jo Boris Jež (novinar iz Kopra), Grozdan Popov (novinar makedonskega Večera), Trajan Stepanovski (arhitekt iz Zagreba), Miroslav Uroševič (kipar iz Zagreba), Irena Prosen (filmska igralka iz Ljubljane), Aleksandar Pajić (novinar beograjske Politike) in Ružica Jakić (generalni sekretar odbora za izvolitev miss Jugoslavije iz Beograda).

### Glasbeni gostje
Peli so Nada Knežević, Lado Leskovar, Ivica Šerfezi, Lidija Kodrič in Tihomir Petkovič. Igral je orkester Saše Subote.

## Vir
- Ljubljančanka Polona Slapšak izvoljena za miss Slovenije, str. 5, Primorski dnevnik, 7. septembra 1971, letnik 27, številka 7996